# Vulcão Puyehue

O Vulcão Puyehue ou Puyehue-Cordón Caulle, são duas estruturas vulcânicos unidos que formam um grande maciço montanhoso no Parque Nacional Puyehue nos Andes da província de Ranco, no sul do Chile. Em vulcanologia este grupo é conhecido como Complexo Vulcânico Puyehue-Cordón Caulle. Quatro vulcões constituem o grupo ou complexo vulcânico, a caldeira da Cordilheira Nevada, o vulcão Plioceno Mencheca, as aberturas de fissuras de Cordón Caulle e o estratovulcão Puyehue.

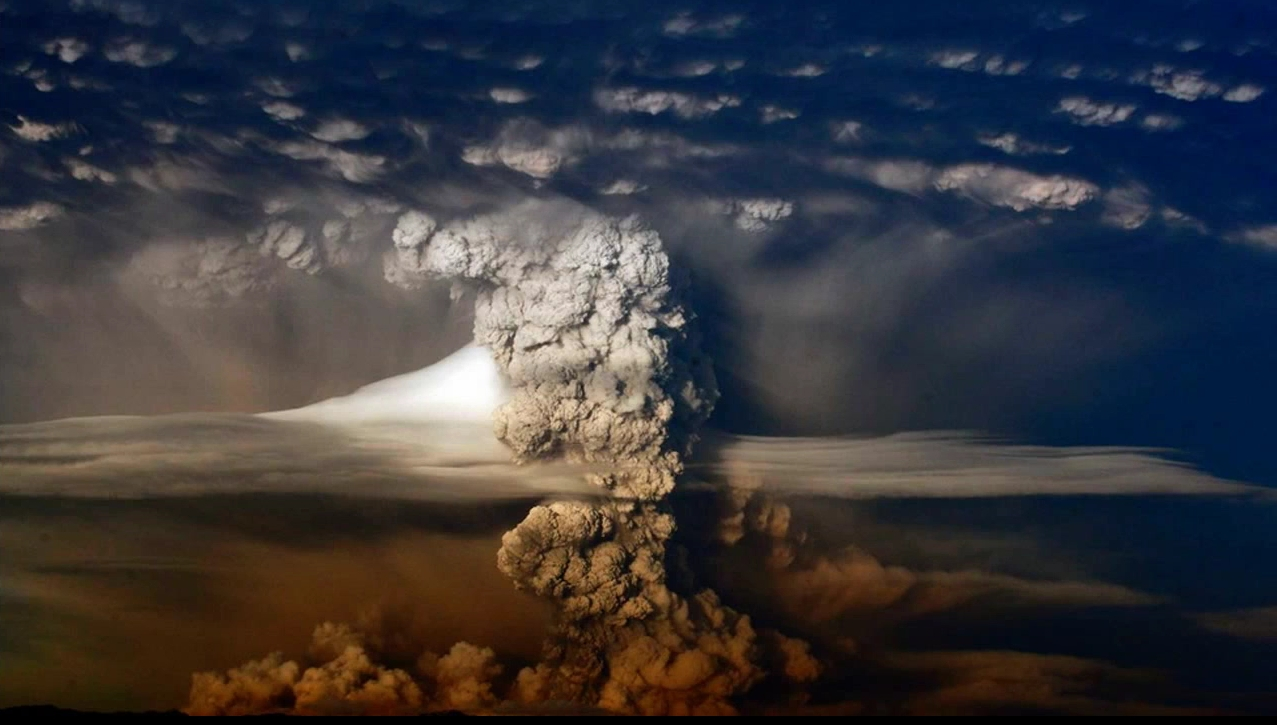
Erupção do vulcão Puyehue em 2011.

Como a maioria dos estratovulcões na Zona Vulcânica do Sul do Cinturão Vulcânico Andino, Puyehue e Cordón Caulle estão ao longo da interseção de uma fratura transversal com a maior falha Liquiñe-Ofqui norte-sul. O complexo vulcânico moldou a paisagem local e produziu uma enorme variedade de formas e produtos vulcânicos nos últimos 300 000 anos. Cones de cinzas, cúpulas de lava, caldeiras e crateras podem ser encontrados na área, além da maior variedade de rochas vulcânicas em toda a Zona Sul, por exemplo, basaltos primitivos e riolitos. Cordón Caulle entrou em erupção logo após o terremoto de Valdivia em 1960, o maior terremoto registrado na história.
Além disso, a área de Puyehue-Cordón Caulle é um dos principais locais de exploração de energia geotérmica no Chile.  A atividade geotérmica se manifesta na superfície de Puyehue e Cordón Caulle como várias fontes de ebulição, solfataras e fumarolas.

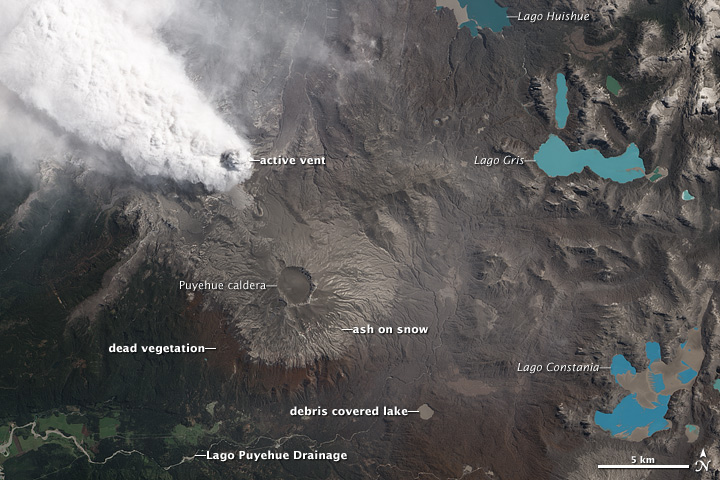
Erupção de Puyehue-Cordón Caulle de 2011

A maioria dos artefatos de pedra encontrados em Pilauco Bajo (datados de c. 12,5 a 13,5 ka BP) são feitos de dacito, riodacito e riolito do Puyehue-Cordón Caulle. No entanto, essas rochas foram importadas por humanos para o local, pois os rios próximos não as transportaram.

## Erupções recentes
Os registros eruptivos em Cordón Caulle, o único centro ativo do sistema Puyehue-Cordón Caulle em tempos históricos, são relativamente escassos. Isso se explica pela posição geográfica de Cordón Caulle e pela história da colonização espanhola e chilena no sul do Chile. Depois de uma tentativa fracassada em 1553, o governador García Hurtado de Mendoza fundou a cidade de Osorno em 1558, o único assentamento espanhol na zona, 80 km (50 milhas) a oeste de Cordón Caulle. Esses assentamentos tiveram que ser abandonados em 1602 devido a conflitos com os nativos Huilliches. Nenhum registro de erupção é conhecido desta época. De 1602 a meados do século XVIII, não houve assentamentos espanhóis em um raio de 100 km (62 milhas). Os mais próximos eram Valdiviae as missões esporádicas de Nahuel Huapi, todas fora da vista do vulcão. Em 1759 notou-se uma erupção na Cordilheira, embora esta seja atribuída principalmente ao Mocho. No final do século 19, a maior parte do Vale Central a oeste de Cordón Caulle havia sido colonizada por imigrantes chilenos e europeus e uma erupção foi relatada em 1893. O próximo relatório veio em 1905, mas a erupção de 8 de fevereiro de 1914 é a primeira. certo de ter ocorrido.
| Ano  | Data           | VEI | Notas |
| ---- | -------------- | --- | --- |
| 2011 | 4 de junho     | 5   | Erupção do Cordón Caulle em 2011 |
| 1990 |                | 1   | Acredita-se que um pequeno cone de pedra-pomes em Cordón Caulle tenha se formado                                                                                   |
| 1960 | 24 de maio     | 3   | Após o terremoto de Valdivia em 1960, cujo principal choque ocorreu em 22 de maio de 1960, o Cordón Caulle começou a entrar em erupção ao longo de seu flanco sul. |
| 1934 | 6 de março     | 2   | Puyehue-Cordón Caulle entrou em erupção |
| 1929 | 7 de janeiro   | 2   | Puyehue-Cordón Caulle entrou em erupção |
| 1921 | 13 de dezembro | 3   | Cordón Caulle teve uma erupção subpliniana, com uma pluma de 6,2 km (4 mi) de altura, explosões periódicas e sismicidade. Terminou em fevereiro de 1922.           |
| 1919 |                | 2   | Puyehue-Cordón Caulle iniciou uma erupção que durou até 1920. |
| 1914 | 8 de fevereiro | 2   | Puyehue-Cordón Caulle entrou em erupção |
| 1905 |                | 2   | Puyehue-Cordón Caulle pode ter entrado em erupção |
| 1893 |                | 2   | Puyehue-Cordón Caulle pode ter entrado em erupção |
| 1759 |                | 2   | Puyehue-Cordón Caulle pode ter entrado em erupção |